# منير الوتري
منير الوتري (1925 بغداد)، محامي وصحفي ومؤلف عراقي، له العديد من المؤلفات والبحوثات القانونية.

## سيرته
حصل منير بن محمود بن يحيى بن قاسم الوِتْرِي على دبلوم دولة للدراسات العليا في القانون العام وعلى دبلوم دولة للدراسات العليا في العلوم السياسية ودكتوراه دولة من جامعة باريس. وهو عضو في جمعية الحقوقيين العراقيين وعضو في جمعية المترجمين العراقيين.

## مؤلفاته
لهه عدة مؤلفات:
- 1988 – الزامية التأمين على ضوء النظريات الفقهية: شرح موجز لقانون التأمين رقم 52 لعام [4]1980 : التأمين على السيارات (مكتبة ودار مخطوطات العتبة العباسية المقدسة 1988).
- 1989 – القانون، مطبعة دار الجاحظ
- مفهوم الجريمة (مكتبة معهد العلمين – النجف).[4]
- شرح الدستور الموقت على ضوء الشريعة الإسلامية والدساتير الوضعية والنظريات الفقهية.
- الديمقراطية الموجهة في الجمهورية الاندونيسية.
- المدخل لدراسة القانون (المكتبة المركزية - جامعة البصرة)[4]
- 1977 – المدخل لدراسة المجتمع العربي.[4]
- 1969 – المدخل لدراسة النظم السياسية
- شرح الجرائم المتعلقة بامن الدولة على ضوء نظرة سيادة الدولة.
- الحياد الإيجابي وساية عدم الانحياز.
- المركزية واللامركزية.
- فلسطين المجني عليها انسانيا.
- المراة ركيزة المجتمع.
- كلية الحقوق وليست كلية القانون.
- العلم والعلماء وعلاقتهما بالإنماء.
- 1977 – العقود الادارية والتحولات الاشتراكية
- 1974 – اثار الوتري العلمية.[4]
- مناقب الصالحين.
- 1976 – في القانون العام، المركزية واللامركزية
- 1976 – في القانون الإداري.
- الانفرادية والشخصية في الناحية القانونية.
- القواعد القانونية التي تحكم النيابة والرسالة.
- السوق الاورتية المشتركة.
- 1978 – بحوثي في كتابي.
- العقود الادارية وانماطها التطبيقية ضمن الطار التحولات الاشتراكية.[4]
- 1982 – المجموعة الأولى لبحوثي القانونية والاجرامية، على ضوء التحولات الاشتراكية.
- نساء صوفيات.
- الحقيبة الوترية والتعليقات الشخصية.
- القوى السياسية العراقية ابان القرن العشرين.
- العلاج الصوفي الجرئ.
- الفكر السياسي في عصر النبوة.
- الجبهة الوطنية والديمقراطية الموجهة.
- 1992 – الجانب القانوني لعقد العمل.
- الحقيبة البندبنجية والتعليقات الشخصية.
- 1984 – اتخاذ القرار حصيلة الثقة بالنفس.
- 1985 – النظام القانوني للتعاونيات في العراق.
- 1990 – الوجيز في المصطلحات القانونية والتجارية ج2.
- 1991 – الوجيز في المصطلحات القانونية والتجارية فرنسي عربي، مطبعة الجاحظ.[5]
- 2006 – الحقيبة الوترية للمصطلحات العلمية، المطبعة العراقية.[6]